# Dubesi
Dubesi is een bestuurslaag in het regentschap Belu van de provincie Oost-Nusa Tenggara, Indonesië. Dubesi telt 1173 inwoners (volkstelling 2010).